# Kvinnor och champagne
Kvinnor och champagne är en visa, från början framförd av 1890-talets stora svenska varieté-stjärna Sigge Wulff, med refrängen "Att vara med om slik kampanj, det är förtjusande, och får man sen en skvätt champagne blir allt berusande". 

## Historik
Texten är skriven av pseudonymen "Alma Rek", alltså Hjalmar Ekeroth. Det brukar även uppges att Rek/Ekeroth gjort "musikbearbetning", men varifrån melodin ursprungligen kommer förefaller okänt. Sigge Wulff själv lär ha spelat in den på fonografrulle.
I skiftet 1920/1930-tal plockade Gösta Ekman d.ä. upp diverse nummer av Wulff, och framträdde utklädd till denne bland annat med Kvinnor och champagne. Tillsammans med två andra Wulff-kupletter spelade han in dem på film. Kvinnor och champagne kom att tillsammans med Kalle P klippas in i revyfilmen Brokiga blad.
Även Jan Malmsjö har spelat in sången och gjort den spridd bland mer modern publik. Bland äldre inspelningar finns operettsångaren August Svenson, baryton (stenkaka, inspelningsårtal okänt), Gösta Kjellertz (1937), Lars Lennartsson (1949), Carl Reinholdz (1952) och Evert Taube (från början en radioinspelning, släppt på skiva 1988).
Melodin är flitigt återanvänd som kuplett/revyvisa. Karl Gerhard använde under tidigt 1920-tal melodin till kupletten Statsrådinnorna, under sent 1920-tal till texten Att vara här i Göteborg och 1962 i potpurriet Hej på oss vi gamla primadonnor, i revyn Vad pappa vet om kärlek. Hasse och Tage lånade den till Nog är man lite finare i revyn Under dubbelgöken 1979. Från 1930 till 1960-tal användes stycket, instrumentalt eller med sång, i ett halvdussin svenska filmer.